# 아제르바이잔의 종교
아제르바이잔의 종교 (대략적 수치).
참조: 아제르바이잔인들의 다수 종교 소속은 대부분이 명목상이며, 실제 신자들의 수치는 훨씬 낮다.

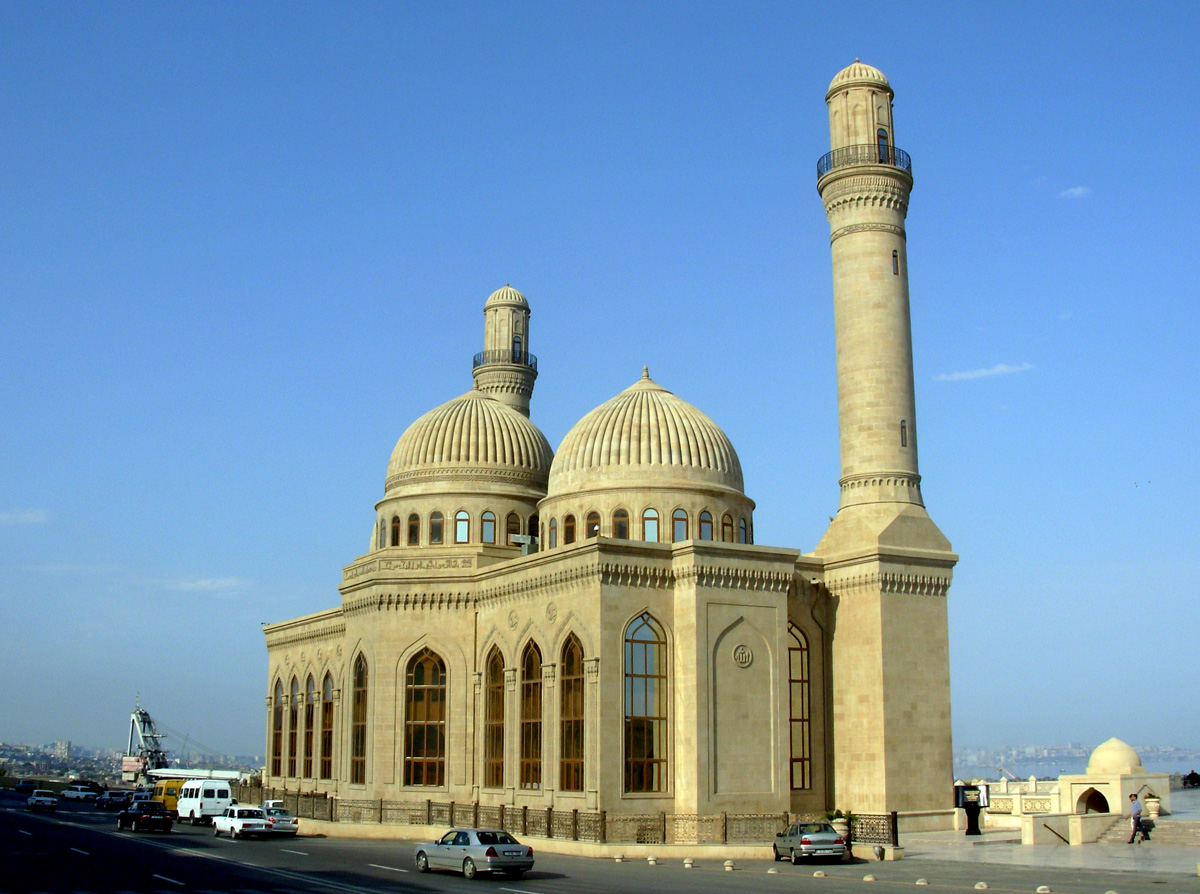
아제르바이잔 바쿠의 비비헤이바트 모스크

이슬람교는 아제르바이잔의 우세 종교이며, 이슬람권에서 가장 세속적인 국가로 여겨진다. 통계 자료들은 아제르바이잔에서 자신들을 이슬람 신자라고 하는 비율이 97.3% (2020년 CIA의 월드 팩트북)와 99.2% (2006년 퓨 연구센터) 등이 있다. 이 중에서, 다수는 시아파 계열 (55-65%)이고, 반면 상당한 규모의 나머지 (35-45%)는 수니파이다. 전통적으로, 이슬람교의 두 종파 사이의 차이에 대해서 아제르바이잔 내에서는 명확하게 정의내리지 않고 있다.
대부분의 시아파 이슬람교도들은 자파리파를 따르며, 수니파 신자들은 보통 하나피파나 샤피이파를 따른다. 수십 년간 이어졌던 소비에트 연방의 무신론 정책으로 인해, 아제르바이잔의 종교 구분은 보통 명목상이고 무슬림 정체성은 종교보다는 문화나 민족적 배경을 기반으로 한다. 시아파는 아제르바이잔의 서부, 중부, 남부 지역들에서 흔하다. 전통적으로, 바쿠 인근 마을들과 랜캐란 지방은 시아파의 중심지로 여겨진다. 이와 대조적으로, 수니파는 북부 지역들에서 우세하다.
나머지 인구는 다른 종교나 비신앙자들이며, 그렇지만 이들은 공개적으로 이를 나타내지는 않는다. 아제르바이잔 내 존재하는 이슬람교 이외 종교 및 신앙에는 아르메니아 사도교회 (나고르노카라바흐), 러시아 정교회, 그 외 여러 기독교 종파들이 있다.
과거 소비에트 연방의 지배를 받았던 모든 구소련 국가처럼, 아제르바이잔은 세속 국가이며, 아제르바이잔 헌법의 제48조는 종교의 자유를 보장하고 있다. 1996년 헌법에서는 외국인들은 양심의 자유를 지니나, 벌금이나 강제 추방의 위협 속에서 '종교적 선전' 즉 전도를 할 권한은 거부되었다. 아제르바이잔 헌법 제18조 1-3절에 의하면, 종교적 행위는 정부로부터 분리되어 있고, 각 종교들은 법 앞에서 평등하며 인격을 해치고 인권 원칙에 위배되는 종교의 선전들은 금지되어 있다.

## 이슬람교
아제르바이잔의 정치 그리고 일상에서 이슬람교의 역할은 상대적으로 작다. 소비에트 후기와 소비에트 붕괴 후 초기 조사에서는 아제르바이잔인의 다수가 자신들을 이슬람교도라고 인식하고 있지만, 자신들을 이슬람교도라고 여기는 이들 중 4분의 1 이하는 "이슬람의 다섯 기둥을 기본적인 수준으로 이해하고 있다"라는 사실을 밝혔다. 많은 아제르바이잔인들한테 있어, 이슬람교에 대한 소속감은 순전히 종교적 정체성보다는 인종/민족적 정체성에 두는 경향이 있다. 1998년 여론 조사는 아제르바이잔의 열성적 신자 비중이 20%에 불과하다고 추정했다.
소련 이후 기간, 아제르바이잔 인구의 다수가 여전히 명목상으로는 이슬람교를 믿는다고 하지만, 연구 자료에서는 아제르바이잔 사회는 소련 붕괴 이후에도 수년간 상대적으로 세속적인 상태로 남아 있음을 보여주었다. 추산에 따르면 아제르바이잔인의 93–99%를 이슬람교 신자로 보지만, 일상에서 종교의 중요성은 낮다. 정부 추정치에 의하면, 이슬람교도의 대략 55-65%가 시아파이고 35-45%는 수니파라고 하지만, 이 둘 사이의 차이를 공식으로 면밀하게 강조하고 있지 않다. 아제르바이잔 시아파 교도들과 인접 국가이자 시아파가 우세한 국가인 이란의 관계는 최소한 1990년대 중반에 들어서 밀접하지 않았다. 아제르바이잔 시아파 성직자들의 지도자 셰이크 하지 후마트 파샤자다(Shiekh Haji Humat Pashazada)는 아부 알카심 알호에이의 정적주의 학파 신봉자이고 이란 성직자 카젬 샤리아트마다리의 제자였다. (두 성직자 모두 호메이니즘 교리와 이란 정부의 억압적 정책들에 대한 강한 반대자들이었다).
아제르바이잔 정부는 세속적 지위를 유지하고 있다. 아제르바이잔 헌법 제7조는 아제르바이잔이 세속 국가임을 공식적으로 알리고 있다. 제18조는 정교 분리, 법 앞의 모든 종교의 평등 등을 천명하고 있고, 또한 국가 교육 체계의 세속적 성격도 나타내고 있다. 2010년 12월, 아제르바이잔의 교육부는 히잡 금지를 선포하였으며, 이에 따라 학생들은 학교와 대학교에서 히잡 착용이 금지되었다. 2021년 4월, 아제르바이잔 국회에 아제르바이잔의 종교법과 행정법에 추가적인 세속적인 개정안들이 제출되었다.

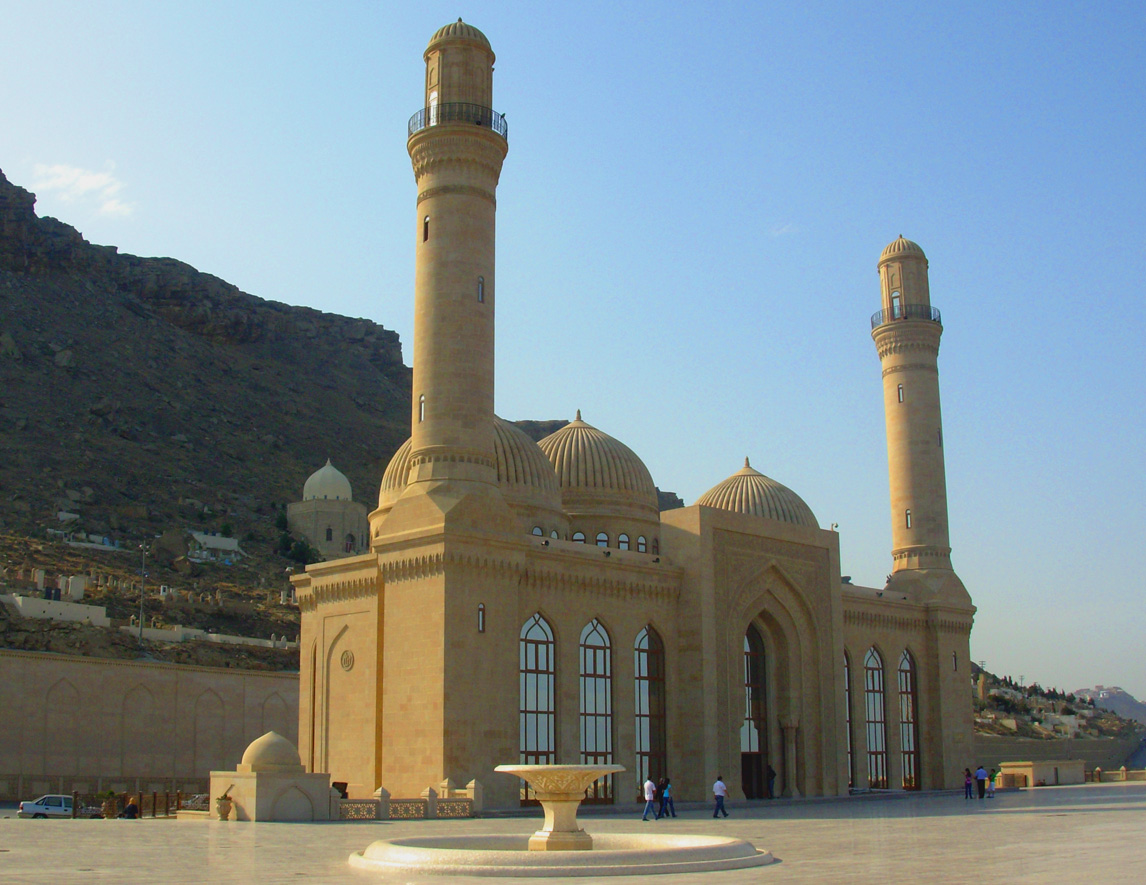
바쿠의 비비헤이바트 모스크

## 바하이교
아제르바이잔의 바하이교는 이 지역의 복잡한 변화의 역사를 가로지른다. 1850년 이전, 바하이교 이전의 신자들은 나흐츠반에 정착했다. 20세기 초, 현재 바쿠에 위치한 바하이교 공동체는 약 2,000명이 넘었고 일부 바하이교 지역 조직 (en:Spiritual Assembly)들이 있었다. 이런 점은 지도자들의 생각 종교계에서 오랜 기간 주요 인물들뿐만 아니라 국내와 외국 지도자들의 호의적인 관심을 촉진시켜냈다. 하지만 소비에트 통치 시절, 국가 무신론주의라는 공식 원칙에 따라, 바하이 공동체는 거의 파멸에 이르렀으며, 페레스트로이카 정책으로 종교에 대한 통제가 약해짐에 따라 일시적으로 부활하기는 했다. 아제르바이잔의 바하이 공동체는 1992년에 아제르바이잔 바하이 단체 (National Spiritual Assembly)를 재건했다. 2007년경, 바쿠에 집중되어 있는 아제르바이잔의 바하이교 신자는 소련 시대 이전 그 수를 회복했으며, 거의 2,000명에 다다랐고 이 중 80% 이상이 개종자들이었다. 허나, 바히아 신앙이 맨 처음 전래된 나흐츠반의 바히아 공동체는 2006년부터 심각한 박해와 압제에 놓여 있다.

## 기독교

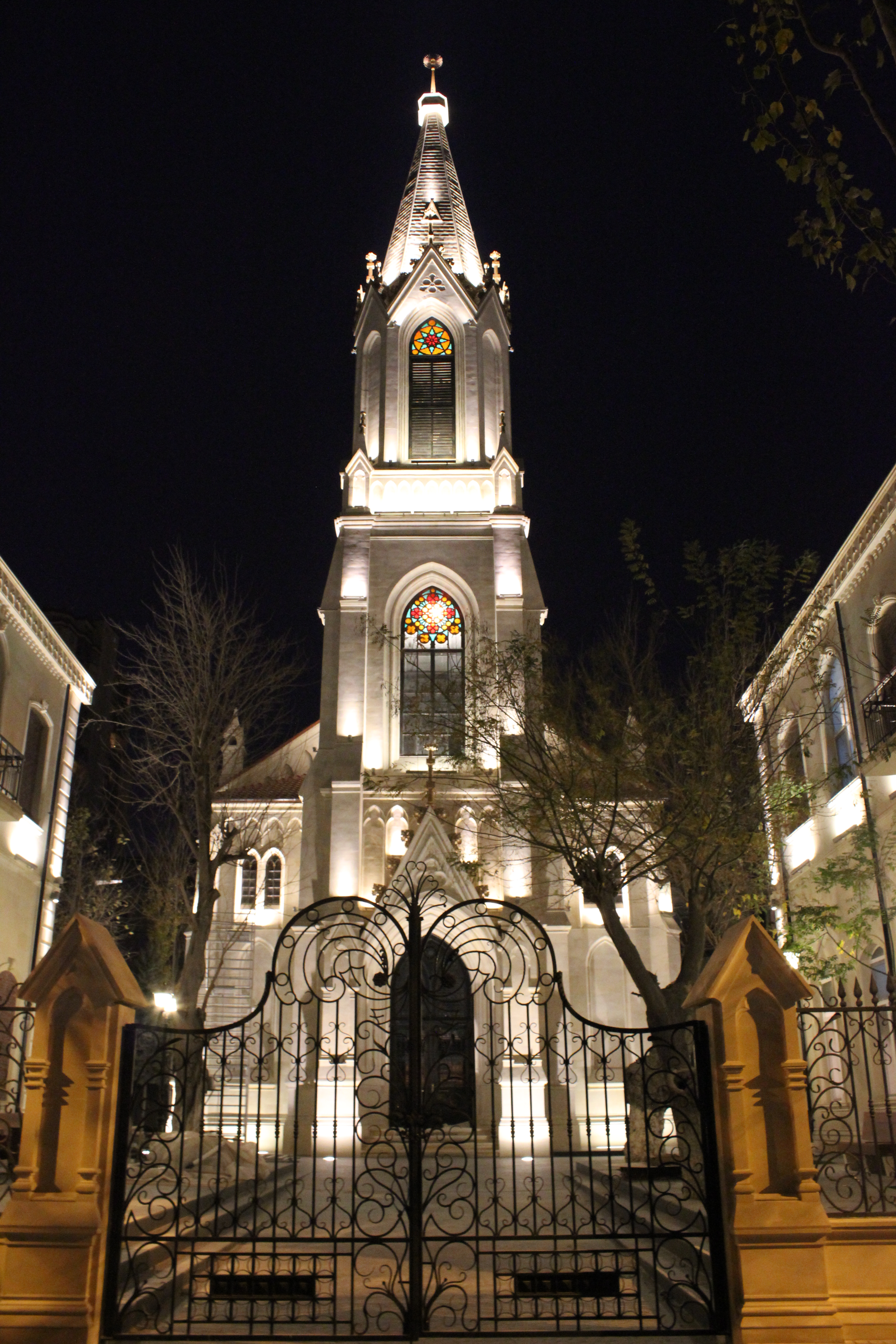
바쿠의 루터계열 구세주 교회

기독교는 사도 시대가 열렸을 때 오늘날 아제르바이잔 땅에 퍼지기 시작했다. 아제르바이잔의 기독교에는 정교회, 가톨릭교회, 개신교와 더불어 다수의 소수 공동체들이 있다.
기독교인들은 280,000명–450,000명 (3.1%–4.8%) 사이로 추산되며 대부분은 러시아와 조지아 정교회와 아르메니아 사도교회 (나고르노카라바흐 지역에 사는 아르메니아인들이 대부분) 소속이다. 또한 대략 5,000명에 이르는 소수의 아제르바이잔계 개신교 공동체가 있으며 주로 이슬람교에서 개종한 이들이다.

### 동방 정교회
최근 아제르바이잔에서 정교회는 러시아와 조지아 정교회로 대표된다. 러시아 정교회의 교회들은 바쿠와 카스피해 지역 교구에 속해있다.
아제르바이잔에는 또한 정교회의 옛 의례와 관련된 몰로칸 공동체 11곳이 있다. 이 공동체들에는 교회가 존재하지 않으며 이들의 신조는 특별한 의식서로 지켜지고 있다. 몰로칸은 특수 권력을 지닌 교회 체계를 반대하고 있다.

### 계몽자 성 그레고리오 교회
계몽자 성 그레고리오 교회 (아제르바이잔어: Müqəddəs Qriqori kilsəsi, 아르메니아어: Սուրբ Գրիգոր Լուսաւորիչի Եկեղեցի)는 1871년에 지어졌다. 1869년에 바쿠의 군정 장관 미하일 페트로비치 콜류바킨은 교회 부지를 마련해주었다. 교회 건축물은 유명 예술가인 오토 구스타보비치 기피우스 (베프스타피에비치)의 형제이자 바쿠의 건축가 및 총독이던 카를 기피우스가 설계했다. 카를 기피우스의 첫 작업은 탈린의 성 카를 교회였고 두 번째는 바쿠의 계몽자 성 그레고리오 교회였다. 그는 인생의 대부분을 교회 건축에 헌신했다. 1903년, 교회의 안뜰에 도서관과 학교가 건설됐다. 바쿠 지역에 이 아르메니아 교회 한 곳을 제외한 모든 교회가 파괴었을 때인 1920년대와 1930년대 소비에트의 국가 무신론적 정책 동안 건재했다. 2002년 이 교회는 인근에 위치한 대통령 집무실로 옮겨졌고 현재는 기록 보관소로 쓰인다.

### 알바니아-우디 교회
대략 우디족 공동체의 10,000명 중 6,000명이 아제르바이잔에 거주하며 이 중에 4,400명은 게벨레구의 마을 니즈에 있다.

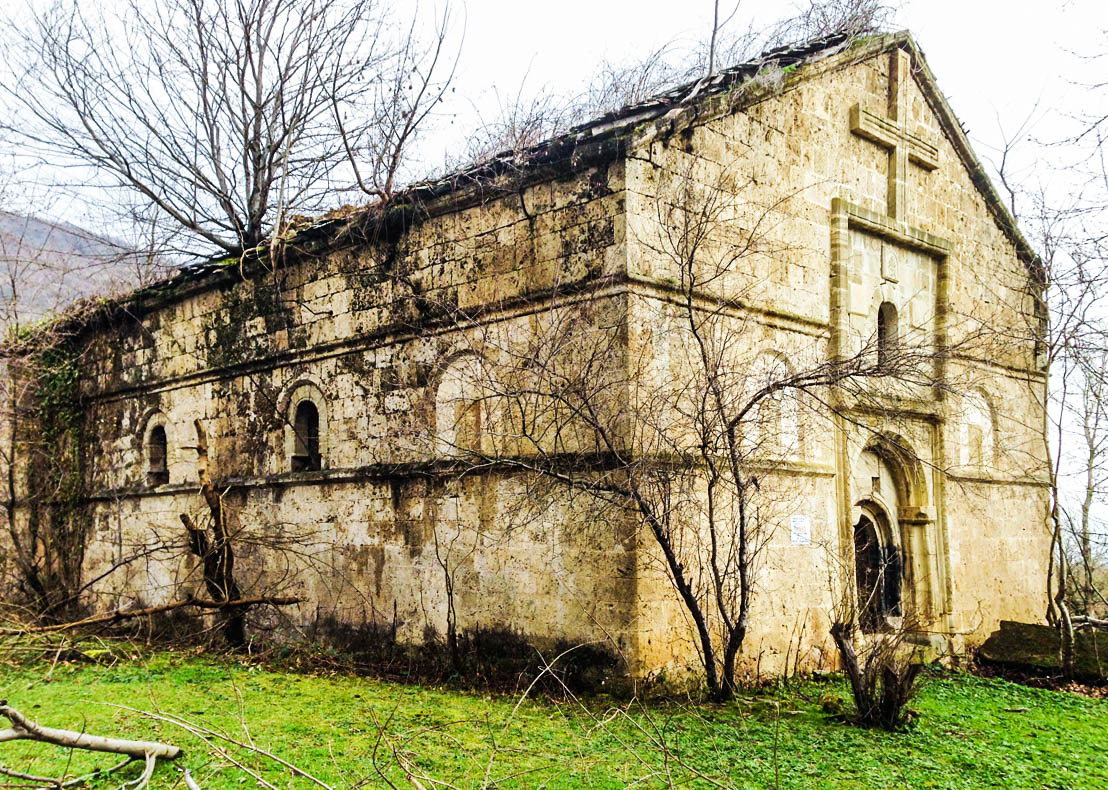
오구스구의 칼루트에 있는 칼루트 수도원 교회(아제르바이잔어판, 아르메니아어판)
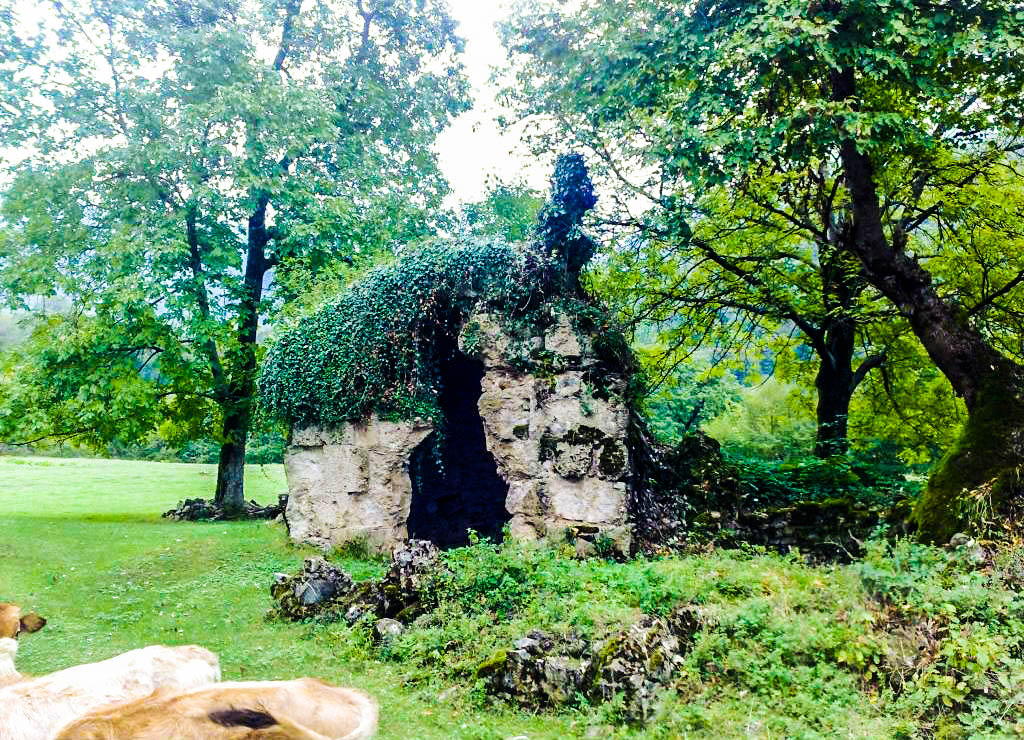
일곱 교회 수도원 단지

### 가톨릭교회
바쿠와 그 주변에 소규모 가톨릭교회 공동체가 있으며, 1,000명 이하 규모이다.
바티칸의 외무 장관 조반니 라욜로가 2006년 5월 19일 바쿠를 방문했다. 이 방문은 5월 25일까지 이어졌고, 그는 아제르바이잔과 바티칸 간의 관계를 논하기 위해 대통령 일함 알리예프와 캅카스 종교 평의회 의장 셰이크 알라슈쿠르 파샤자데를 만났다.
조반니 라욜로는 다음 발언을 했다: "우리는 아제르바이잔과 바티칸 간의 우호적인 친교 수준에 만족하고 있다". "아제르바이잔은 실제로 종교와 문화가 어우러진 곳이다. 우리는 이곳에 존재하는 관용을 높게 평가한다. 그리고 우리는 아제르바이잔의 집약적인 발전에 대단히 기뻐하고 있다. 바티칸은 아제르바이잔과 관계 확장에 관심이 있으며, 바쿠를 방문한 저의 목적은 우리의 유대에 추가적인 발전에 대한 의견을 교환하기 위함이다."
바쿠의 가톨릭교회는 스탈린 시대 때 폐쇄되었지만, 2005년 9월에 새 교회 건설이 시작되어 2007년 여름에 문을 열었다.

## 조로아스터교

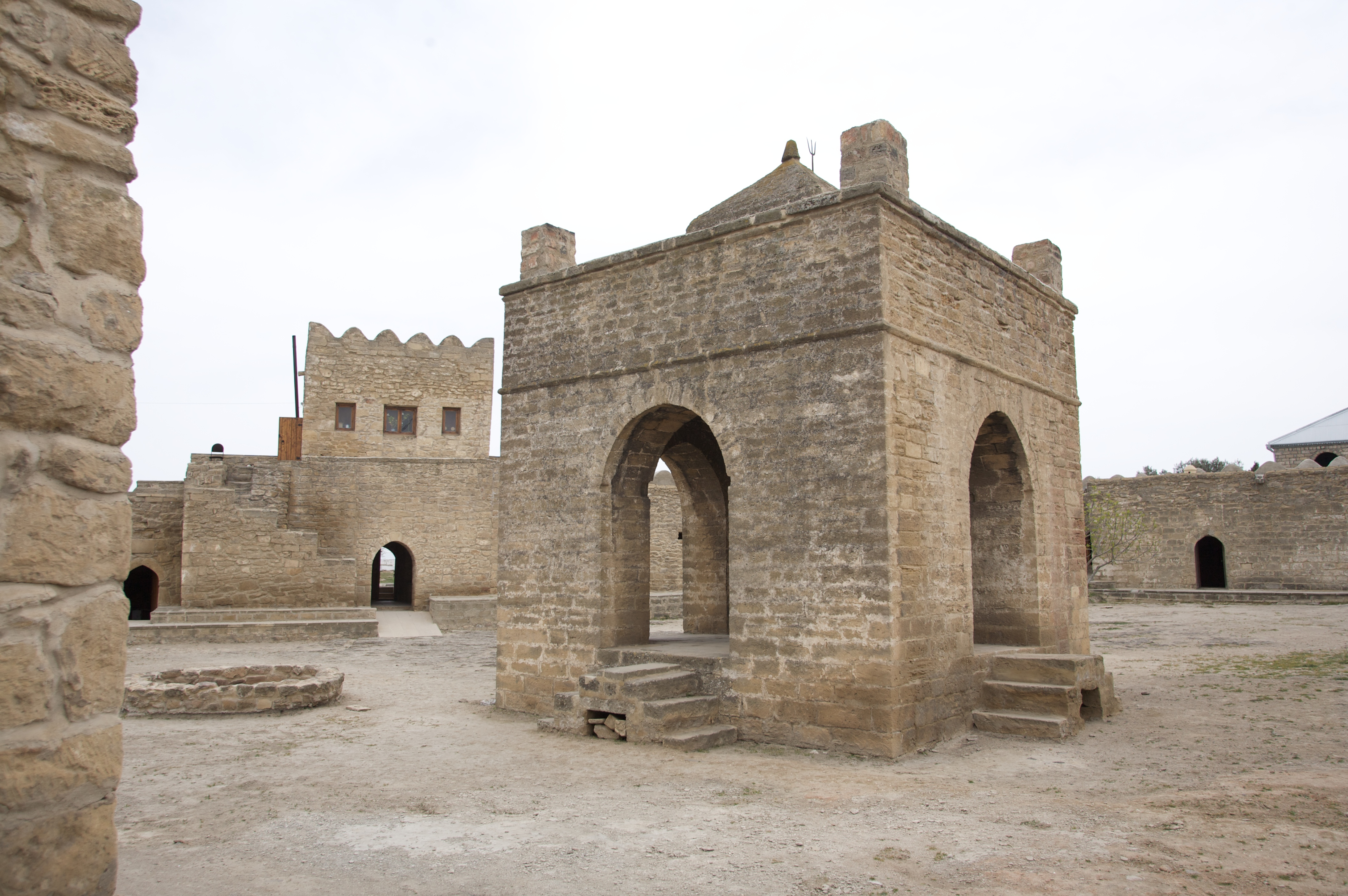
아제르바이잔의 아테시카 사원

아제르바이잔의 조로아스터교 역사는 기원전 1000년대로 거슬러 올라간다. 페르시아 제국의 다른 지역들과 함께, 아제르바이잔은 7세기 아랍의 침입이 있을 때까지 주요 조로아스터교 지역으로 있었다. 아제르바이잔이라는 이름은 중세 페르시아어로 '영원한 불의 땅'을 뜻하며 이 명칭은 조로아스터교와 직접적으로 연관되어 있다고 말해진다.
오늘날 조로아스터교라는 종교, 문화, 전통 등은 아제르바이잔 내에서 대단히 존중받고 있고 있으며, 노브루즈도 계속해서 아제르바이잔에서 주요 축제로 남아 있다. 조로아스터교는 아제르바이잔에 깊은 흔적을 남겼다. 조로아스터교의 흔적들은 라마, 키날루, 야나르 다그에서 찾아볼 수 있다.
아제르바이잔의 조로아스터교는 과거 이 지역의 조로아스터교와 연관되어 있지 않고, 좀 더 최근인 1880년대에 바쿠에서 원유가 발견되고 이에 대한 숙련 노동자들이 필요하던 시기 인도 제국에서 온 파르시 조로아스터교들의 도래와 관련이 있다. 바쿠의 배화신전은 이 땅에서 나는 천연가스와 원유를 이용한 고대 배화신전의 터에 건설되었다. 차하르타크 구조는 수천 년간 이어진 조로아스터교의 기본적인 배화신전이었다.

## 유대교

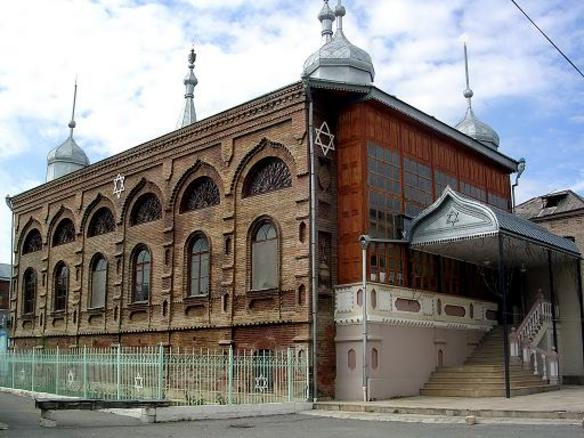
그르므즈 개새배에는 큰 유대인 공동체가 있다.

아제르바이잔에는 각기 다른 세 개의 유대인 공동체들이 있으며 (산악 유대인, 아슈케나즈 유대인, 조지아계 유대인), 모두 합하여 대략  16,000명 정도이다. 이들 중에, 11,000명이 산악 유대인들로, 바쿠에 6,000명 쿠바에 4,000명에 집중되어 있다. 아슈케나즈 유대인들은 4,300명이고, 이들 대부분은 바쿠와 숨가이트에 거주하고, 700명은 조지아계 유대인들이다. 바쿠 내에 시나고그 세 곳이 있고 다른 지역들에도 소수의 시나고그가 있다. 셰이크울이슬람 알라슈쿠르 파샤자데는 2000년에 바쿠 내 유대교 사원 건축에 미화로 40,000 달러를 기부했다. 또한 그르므즈 개새배라는 유대인 마을이 있다.

## 힌두교
아제르바이잔의 힌두교는 실크로드에서 기원한 문화적 확산과 관련이 있다. 중세 시대 기간, 힌두교도 무역상들이 비단길 무역 목적으로 오늘날 아제르바이잔 지역을 방문했다. 이 지역은 대부분 물탄과 신드 (파키스탄)에서 온 힌두교 무역상들이 오고 갔었다. 힌두교인들은 또한 바쿠의 배화 신전에서 의식을 드린다. 오늘날 아제르바이잔 내 400명–500명 힌두교인들이 있다.

## 고대 종교

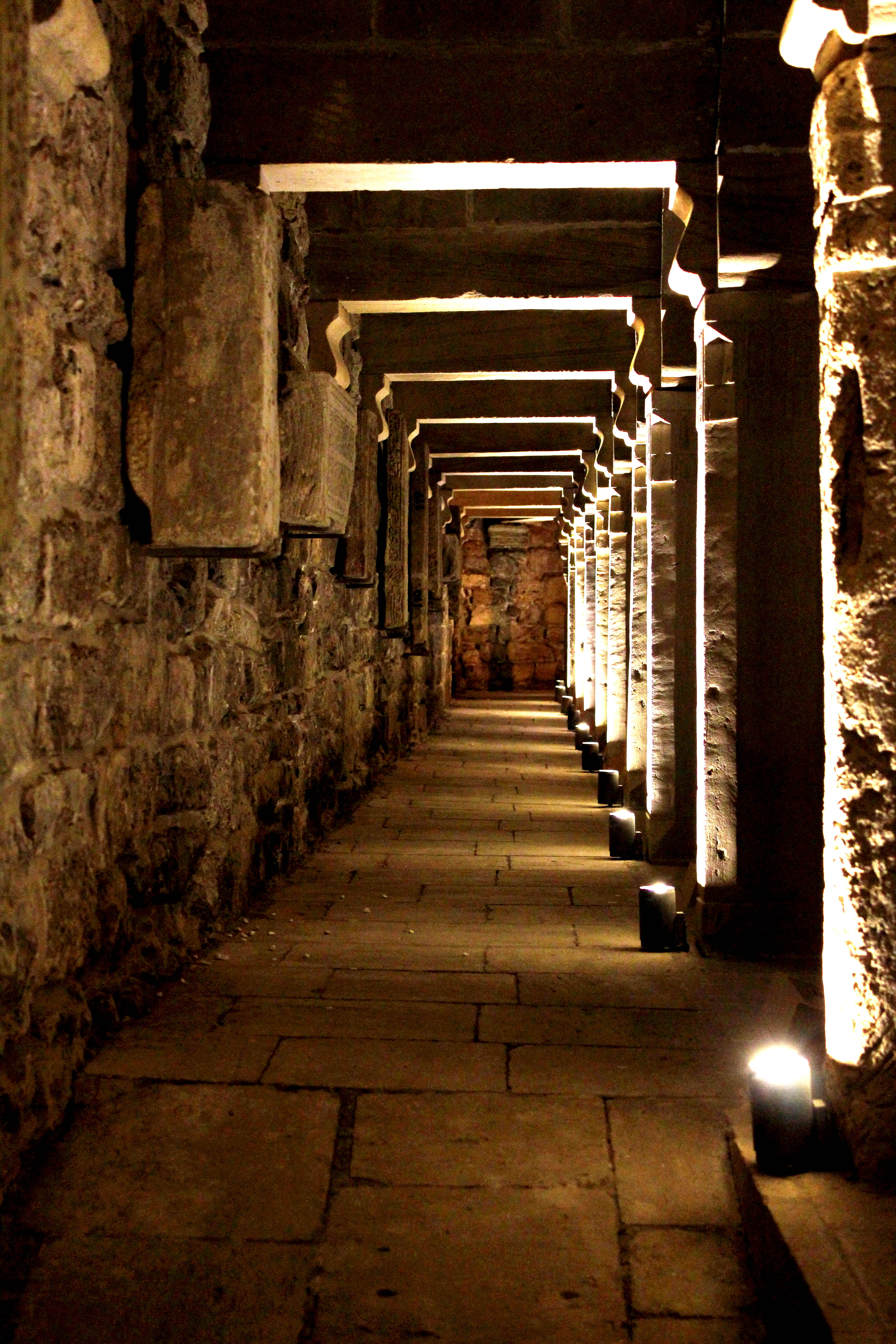
바쿠의 민간 신앙 사원

기독교와 이슬람교 이전 아제르바이잔 신화에 대해 알려진 것은 거의 없으며 자료들은 주로 스트라본 같은 그리스 역사가들에서 비롯하고 고고학 출토물들을 기반으로 한다. 스트라본은 태양신, 하늘신, 그리고 절대적인 위치의 달의 신에 대해 언급하였다.

## 아제르바이잔의 다문화주의
아제르바이잔 내에는 모스크 1,802곳, 시나고그 10곳, 동방 정교회 교회당 5곳, 가톨리교회 교회당 1곳, 조지아 정교회 교회당 4곳, 루터교 교회당 1곳, 그 외 예배당들이 존재한다. 구바의 붉은 도시는13세기 이래로 독특한 언어, 관습 전통을 간직한 유대인들의 본거지였고 이스라엘 국내를 제외한 전세계 유일무이한 유대인들만으로 이뤄진 도시라고 여겨진다. 이곳에는 유대인 아이들을 위한 학교 두 곳과 시나고그 두 곳이 존재한다.

## 종교의 자유
아제르바이잔 헌법은 종교의 자유를 명시하고 있고, 법률은 종교 활동이 공공 질서를 해하지 않는다면 간섭할 수 없다라고 하고 있다.
2004년 미 국무부의 아제르바이잔에 대한 인권 보고서는 이맘의 정치적 활동으로 인해 주마 모스크에 대한 간섭을 하는 등 종교의 자유가 침해되고 있다는 예시를 언급했다. 모든 종교 단체들은 정부에 등록되어야 하고, 침례교와 여호와의 증인, 하나님의 성회의 단체들은 종교 등록 거부가 계속되고 있다. 여호와의 증인 공식 홈페이지는 아제르바이잔 정부가 여호와의 증인 신자들에게 행한 다수의 종교적 불관용 행위들을 기록하였다.
제1차 나고르노카라바흐 전쟁의 결과로, 나고르노카라바흐 지역 내 모스크들은 버려졌고, 아제르바이잔 내 아르메니아 교회들도 마찬가지로 활동을 하지 않거나 교전 중 피해를 입었다.
이슬람교에 대한 정부 당국들의 태도는 논란의 중심에 있다. 평균 이상으로 수염을 기른 남자들은 와하비즘의 선전에 대한 두려움으로 당국에 의심의 눈초리를 받는다. 이에 대해 정부는 부정을 하고 있지만, 아제르바이잔 경찰들은 이슬람교도들의 인권을 침해하는 것에 대해 변호사들의 비판을 불러 일으켰다.
하지만, 2009년 종교법은 모든 종교 단체들에 의무적인 재등록 절차를 요구했다. 재등록을 허가받은 종교 단체들의 압도적으로 다수가 이슬람교도들이었다. 그 외 수백 개의 단체들은 여전히 정부 당국의 목소리를 들으려 기다리고 있는 중이다.
2019년, 미국 국제종교자유위원회는 아제르바이잔에서 77명이 '시아파 극단주의자'라는 명목으로 체포되었고, 그 중 48명을 인권 운동가들은 정치범으로 보고 있다는 발표를 했고, 또한 그 해 열린 청문회에서, 이들로부터 거짓 자백을 받아내기 위해 경찰과 다른 관리들이 자신들에게 고문을 가했음을 증언했다고 밝혔다. 아제르바이잔 당국은 인가받지 않은 종교 만남을 가졌다는 이유로 일시적으로 구금을 하고, 벌금을 부과하거나, 위협을 가했다고 하며  아제르바이잔 정부의 법적 등록 요구 절차는 50명 이하 공동체에는 필요하지 않다. 아제르바이잔 법원에서는 인가받지 않은 종교 물품을 판매하거나 배포한 이유로 개인들에게 벌금을 부과하고 있다. 시민 사회 대표단들은 아제르바이잔 시민들이 '전통적인'(예전부터 아제르바이잔에 존재했던) 소수 종교 집단들(유대교, 러시아 정교회, 가톨릭 등)에 고문을 이어나가고 있고, '비전통적'이라고 여겨지는 집단들은 의심과 불신의 눈초리를 받고 있다고 진술했다.
시아파교도들이 이 나라의 다수임에도 불구하고, 집권 중인 일함 알리예프 정권은 계속해서 공격적으로 세속주의를 강요하고 있다.
2023년, 아제르바이잔은 종교의 자유에 있어 4점 중 0점을 기록했다.

## 참조
1. ↑    - “2021 Report on International Religious Freedom: Azerbaijan”. 《U.S Department of State》. 2022년 6월 2일. 2022년 6월 4일에 원본 문서에서 보존된 문서. According to 2011 SCWRA data (the most recent available), 96 percent of the population is Muslim, of which approximately 65 percent is Shia and 35 percent Sunni.
  - Greenger, Nurit (2017년 5월 8일). “Azerbaijan a Destination Worthwhile. My week travel log in Azerbaijan - Day two”. 《The Jerusalem Post》. 2023년 1월 19일에 원본 문서에서 보존된 문서.
  - Balci, Bayram (2013년 3월 18일). “The Syrian Crisis: A View from Azerbaijan”. 《Carnegie Endowment for International Peace》. 2022년 1월 18일에 원본 문서에서 보존된 문서.
  - Ismayilov, Murad (2018). 〈1: Hybrid Intentionality and Exogenus Sources of Elite's Manifold Attitudes to Islam in Azerbaijan〉. 《The Dialectics of Post-Soviet Modernity and the Changing Contours of Islamic Discourse in Azerbaijan》. London SE11 4AB: Lexington Books. 2쪽. ISBN 9781498568364. the country's population historically divided between the Shia (currently some 50-65 percent of the population) and the Sunni (about 35-50 percent).
  - S. Nielsem, Jorgen; Balciz Goyushov, Bayram, Altay (2013). 〈Azerbaijan〉. 《Yearbook of Muslims in Europe: Volume 5》. Leiden, The Netherlands: Brill. 65쪽. ISBN 978-90-04-25456-5. quote:"While traditionally approximately 65% of local Muslims are considered Shi'i and 35% Sunnis, due to a great success of international Sunni missionary organisations after the collapse of the Soviet Union, currently the estimated number of practicising Sunni and Shi'i Muslims in the big urban areas are almost equal"
  - 《Whitaker's Shorts 2015: International》. Bloomsbury. 2014. ISBN 9781472914842.
2. ↑    - “2021 Report on International Religious Freedom: Azerbaijan”. 《U.S Department of State》. 2022년 6월 2일. 2022년 6월 4일에 원본 문서에서 보존된 문서. According to 2011 SCWRA data (the most recent available), 96 percent of the population is Muslim, of which approximately 65 percent is Shia and 35 percent Sunni.
  - Greenger, Nurit (2017년 5월 8일). “Azerbaijan a Destination Worthwhile. My week travel log in Azerbaijan - Day two”. 《The Jerusalem Post》. 2023년 1월 19일에 원본 문서에서 보존된 문서.
  - Balci, Bayram (2013년 3월 18일). “The Syrian Crisis: A View from Azerbaijan”. 《Carnegie Endowment for International Peace》. 2022년 1월 18일에 원본 문서에서 보존된 문서.
  - Ismayilov, Murad (2018). 〈1: Hybrid Intentionality and Exogenus Sources of Elite's Manifold Attitudes to Islam in Azerbaijan〉. 《The Dialectics of Post-Soviet Modernity and the Changing Contours of Islamic Discourse in Azerbaijan》. London SE11 4AB: Lexington Books. 2쪽. ISBN 9781498568364. the country's population historically divided between the Shia (currently some 50-65 percent of the population) and the Sunni (about 35-50 percent).
  - S. Nielsem, Jorgen; Balciz Goyushov, Bayram, Altay (2013). 〈Azerbaijan〉. 《Yearbook of Muslims in Europe: Volume 5》. Leiden, The Netherlands: Brill. 65쪽. ISBN 978-90-04-25456-5. quote:"While traditionally approximately 65% of local Muslims are considered Shi'i and 35% Sunnis, due to a great success of international Sunni missionary organisations after the collapse of the Soviet Union, currently the estimated number of practicising Sunni and Shi'i Muslims in the big urban areas are almost equal"
  - 《Whitaker's Shorts 2015: International》. Bloomsbury. 2014. ISBN 9781472914842.